# ADAC Motorwelt

Logo 2015

Die ADAC Motorwelt (früherer Untertitel Das aktuelle Clubmagazin) ist die Mitgliederzeitschrift des ADAC. Bis März 2020 erschien diese monatlich und wurde per Postversand an die Mitglieder zugestellt, seit März 2020 erscheint die ADAC Motorwelt vierteljährlich und muss in diversen Supermärkten selbst abgeholt werden. Sie enthält Nachrichten und Information zum Thema Verkehr, Testberichte zu Automobilen, Pannen-Tipps und verkehrsrechtliche Hintergründe sowie Reportagen und Hintergrundberichte zu Aufgaben und Kernthemen des ADAC (Rettungsdienst, Pannenhilfe, Rat im Urlaub usw.) und Berichterstattung zu den verkehrspolitischen Konzepten. Die ausschließlich für Clubmitglieder erhältliche ADAC Motorwelt hat eine Auflage von 5 Millionen Exemplaren.

## Geschichte
Die Zeitschrift wird seit 1925 herausgegeben, hat allerdings Vorläufer, die bis in das ADAC-Gründungsjahr 1903 zurückreichen. 1979 betrug die Auflage 5.906.960 Stück und wurde vom ADAC-Verlag GmbH in München produziert. Seit November 2005 gibt es eine Online-Ausgabe, die zusätzlich Links und Filme enthält. Sie steht ADAC-Mitgliedern alternativ zur gedruckten Variante zur Verfügung. Im Jahr 2011 startete die Partnerschaft mit Zwischengas, in welcher sämtliche Ausgaben der ADAC Motorwelt von 1925 bis 2000 online publiziert wurden und bis heute für ADAC-Mitglieder vergünstigt zur Verfügung gestellt werden. Seit April 2012 ist die Motorwelt als App für iOS und Android verfügbar. Im Februar 2013 erschien die erste für Tablet-Computer optimierte Ausgabe der Motorwelt.
Die ADAC Motorwelt wurde bis Dezember 2019 an ADAC-Mitglieder ohne Zusatzkosten versendet (bei Jugendmitgliedschaften nur als E-Paper). Durch die hohe Reichweite trägt die Zeitschrift auch zur Meinungsbildung in Deutschland bei. Aussagen wie „Freie Bürger fordern freie Fahrt“ (im Zusammenhang mit der Einführung von Tempolimits) wurden durch den ADAC geprägt.

### Manipulationsvorwürfe
Am 18. Januar 2014 trat der Kommunikationschef des ADAC und Chefredakteur der ADAC Motorwelt, Michael Ramstetter, wegen Manipulationsvorwürfen bei der Vergabe des Autopreises Gelber Engel zurück. Danach sollte es bei dem am 16. Januar 2014 ausgezeichneten Siegerauto VW Golf nach Angaben der Süddeutschen Zeitung nur 3.409 Stimmen statt der in einem ADAC-Dokument genannten 34.299 Stimmen gegeben haben. Laut ADAC hätte Ramstetter die Stimmzahlen vervielfacht, die Rangfolge der Gewinner jedoch nicht verändert. Seit dem 1. Oktober 2014 ist der bisherige Direktor der Akademie der Bayerischen Presse Martin Kunz neuer Chefredakteur.

### Titeländerungen und Erscheinungsverlauf
- ADAC-Motorwelt. Erscheinungsverlauf: 1. Jahrgang 1903 bis 30. Jahrgang 1933, Nr. 39 (vom 29. September 1933)
- DDAC-Wochenschrift. München: Der Deutsche Automobil-Club. Erscheinungsverlauf: 30. Jahrgang 1933, Nr. 40 (vom 13. Oktober) – 31. Jahrgang 1934
- Motorwelt. Die illustrierte Zeitschrift des DDAC. München: Der Deutsche Automobil-Club. Erscheinungsverlauf: 32.1935 – 36.1938,26
- Deutsche Kraftfahrt. Vereint mit DDAC-Motorwelt. Körperschaft: Der Deutsche Automobil-Club. Verlag Th. Oppermann, Hannover. Erscheinungsverlauf: 7. Jahrgang 1939 – 11. Jahrgang 1942
- Deutsche Kraftfahrt – Motor und Sport – Allgemeine Automobilzeitung – Das Motorrad – Motorwelt. Gemeinschaftsblatt. Oppermann, Hannover. Erscheinungsverlauf: 1943–1944. Ausgabe 0, bisher: Deutsche Kraftfahrt-Motorwelt.
- ADAC-Motorwelt. Offizielles Organ des Allgemeinen Deutschen Automobil-Clubs. München: ADAC-Verlag, ab 1948. Erscheinungsverlauf: 1. Jahrgang 1948, Heft August/September bis heute

## Aktuelle Struktur

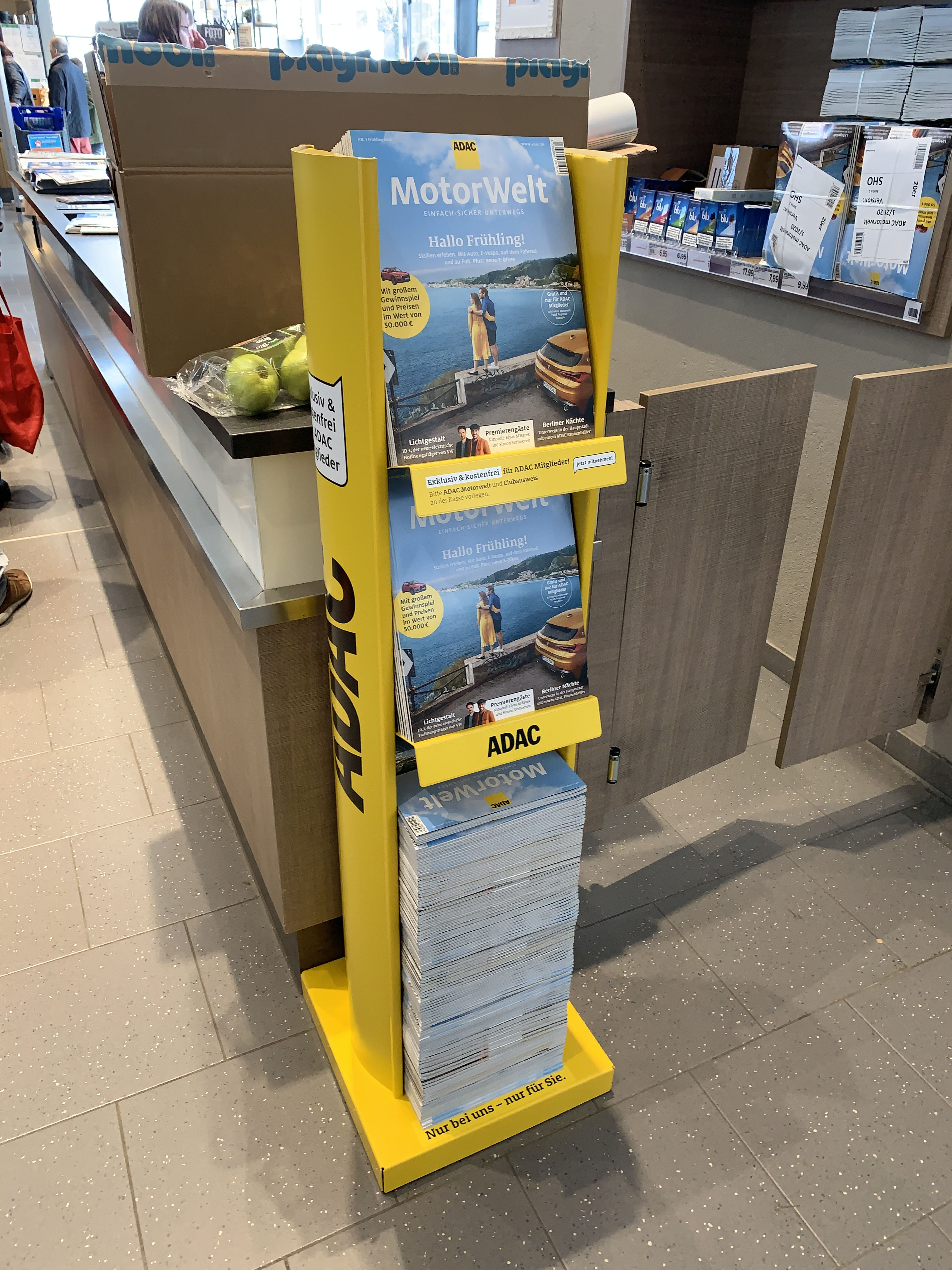
motorwelt ab 2020 für Selbstabholer

Laut dem von Juni 1998 bis Januar 2014 amtierenden Chefredakteur Michael Ramstetter stellt die Zeitschrift „das wichtigste Bindeglied zwischen Mitgliedern und Verein“ dar, da „man sonst ja eigentlich nur merke, dass man in dem Club ist, wenn man eine Panne hat.“ Ramstetter zeigt sich darauf bedacht – auch im Hinblick auf das Image des ADAC –, „ein Blatt für alle“ zu machen, „für Führerschein-Anfänger wie für Rentner und auch für Frauen.“
Im Jahr 2002 kostete eine ganzseitige und farbige Anzeige 98.400 Euro, ein zu diesem Zeitpunkt in keiner anderen deutschen Zeitschrift erreichter Preis. Durch eine Festlegung des Verhältnisses von Anzeigen zu Artikeln auf 49:51 konnte man so den Etat bereits zur Hälfte decken. Die andere Hälfte zahlt der Verein aus den Mitgliedsbeiträgen. In einem Artikel der Süddeutschen Zeitung heißt es dazu: „über viele Seiten hinweg sind Kleinanzeigen das beherrschende grafische Element im Heft.“. Die Anzeigenpreise lagen 2013 bei 116.800 Euro für eine ganzseitige, vierfarbige Anzeige.
Ab 2020 wurden Produktion und Vertrieb des Magazins auf den Burda-Verlag übertragen. Das Heft erscheint nun vierteljährlich und kommt nicht mehr per Post, sondern kann in den ADAC-Geschäftsstellen und Servicecentern sowie in den Filialen von Edeka und Netto Marken-Discount gegen Vorlage des Mitgliedsausweises abgeholt werden. Es kann auch gegen Zahlung einer Versandpauschale beim Motorwelt Bezugsservice bestellt werden.

## Auflage
Die Auflage ergab sich im Wesentlichen aus der Mitgliederanzahl, abzüglich der sogenannten Partnermitgliedschaften, die nur ein gemeinsames Exemplar pro Haushalt erhielten (Auflage 2018: 13,3 Mio. Exemplare).
Bei den in der Auflage eingerechneten E-Paper-Versionen des Hefts (im ersten Quartal 2013 waren das 380.157 Exemplare) wird nicht berücksichtigt, ob ein Kunde sich das Dokument tatsächlich heruntergeladen hat oder nicht.
| 1998     | 1999     | 2000     | 2001     | 2002     | 2003     | 2004     | 2005     | 2006     | 2007     | 2008     | 2009     | 2010     | 2011     | 2012     | 2013     | 2014     | 2015     | 2016     | 2017     | 2018     | 2019     | 2020   | 2021   | 2022   | 2023   | 2024   |
| -------- | -------- | -------- | -------- | -------- | -------- | -------- | -------- | -------- | -------- | -------- | -------- | -------- | -------- | -------- | -------- | -------- | -------- | -------- | -------- | -------- | -------- | ------ | ------ | ------ | ------ | ------ |
| 12718686 | 12986651 | 13161535 | 13292875 | 13442656 | 13616419 | 13776837 | 13836770 | 13794931 | 13823906 | 13656038 | 13545202 | 13586371 | 13456897 | 13704795 | 13880917 | 13705032 | 13655115 | 13619355 | 13416125 | 13518373 | 13557199 | 331483 | 337346 | 341961 | 352048 | 369223 |

| 1998     | 1999     | 2000     | 2001     | 2002     | 2003     | 2004     | 2005     | 2006     | 2007     | 2008     | 2009     | 2010     | 2011     | 2012     | 2013     | 2014     | 2015     | 2016     | 2017     | 2018     | 2019     | 2020   | 2021   | 2022   | 2023   | 2024   |
| -------- | -------- | -------- | -------- | -------- | -------- | -------- | -------- | -------- | -------- | -------- | -------- | -------- | -------- | -------- | -------- | -------- | -------- | -------- | -------- | -------- | -------- | ------ | ------ | ------ | ------ | ------ |
| 12718686 | 12986651 | 13161535 | 13292875 | 13442656 | 13616419 | 13776837 | 13836770 | 13794931 | 13823906 | 13656038 | 13545202 | 13586371 | 13456897 | 13704795 | 13880917 | 13705032 | 13655115 | 13619355 | 13416125 | 13518373 | 13557199 | 331483 | 337346 | 341961 | 352048 | 369223 |

Das Magazin hat eine Auflage von 4 Millionen Exemplaren. Inhaltlich wurde es komplett neu aufgestellt. Nach Recherchen der Wirtschaftswoche wurden 2021 nur etwa die Hälfte der Magazine abgeholt.